# U.S. Route 360
La U.S. Route 360 (US 360) est une US Route auxiliaire de la US 60. La route parcourt 225,3 miles (362,6 km) entièrement en Virginie. Elle débute à l'intersection de la US 58 Bus. à Danville et prend fin à Reedville sur la péninsule la plus au nord de la Baie de Chesapeake.

## Description du tracé

### Virginie
La US 360 débute à l'intersection de la US 58 Bus. et de la US 29 / US 58 à Danville. Elle se dirige vers l'est en multiplex avec la US 58 jusqu'à South Boston. À partir de là, la US 360 se dirige vers le nord-est. Elle passe par Keysville et Burkeville avant d'atteindre les limites de la région métropolitaine de Richmond. Elle traverse les banlieues sud-ouest de la ville et atteint son centre-ville. C'est là qu'elle rencontre la US 60 et que les routes forment un multiplex. Les routes se séparent et la US 360 quitte la ville par le nord-est. Elle passe par Mechanicsville avant de traverser une région moins densément peuplée. Elle ne traverse pas d'agglomération avant d'atteindre Tappahannock. Elle y forme un court multiplex avec la US 17 et continue vers l'est. Elle traverse la rivière Rappahannock et atteint Warsaw. Elle continue vers l'est en passant par Lottsburg avant d'arriver à Reedville. La US 360 y prend fin à l'intersection avec Reed Avenue. Le trajet continue toutefois comme Main Street jusqu'à la marina de Reedville.

## Intersections majeures
Virginie
 US 58 Bus. à Danville
 US 29 / US 58 à Danville. La US 58 / US 360 forment un multiplex jusqu'à South Boston.
 US 501 à South Boston
 US 15 au nord-ouest de Chase City. Les routes forment un multiplex jusqu'à Keysville.
 US 460 à Burkeville. Les routes forment un multiplex dans la ville.
 US 301 à Richmond
 US 60 à Richmond. Les routes forment un multiplex dans la ville.
 I-95 à Richmond
 US 250 à Richmond
 I-64 à Richmond
 I-295 à Mechanicsville
 US 17 à Tappahannock. Les routes forment un multiplex dans la ville.
 SR 644 à Reedville